# Roberto Mac-Douall
Roberto Mac-Douall (Zipaquirá; 6 de septiembre de 1850 - Bogotá; 20 de agosto de 1921) fue un poeta y político colombiano. Fue miembro de la sociedad literaria Liceo Hidalgo, y de la sociedad artística y literaria que fundara el poeta mexicano Manuel Acuña.

## Estudios
Fue estudiante del Colegio Santamaría de la ciudad de Nemocón, en 1867; posteriormente estudió en el Colegio del Rosario en la ciudad de Bogotá en 1870;, finalmente, en 1890 hizo parte con Simón Araújo, Antonio José Iregui, Ignacio V. Espinosa Pareja y Juan Manuel Rudas de los primeros alumnos de la Universidad Republicana; hoy Universidad Libre de Colombia.

## Biografía
Hijo de la santandereana Rosa Durán Azuero Guapotá y el comerciante escocés Alexander Mac-Douall Wallace, fue el varón menor de cinco hermanos. Vivió en una casona del centro histórico de Zipaquirá donde hoy funciona el Museo Guillermo Quevedo Zornoza.  Diputado a la asamblea del Estado Soberano de Cundinamarca en 1872, ocupó los cargos de Secretario de la Gobernación, y Secretario del Banco de Crédito Hipotecario en 1885. Participó en la guerra civil de 1876. En 1879 fue el vicecónsul de México en Bogotá.

## Obras
Novelas: El Joven Arturo, 1883, drama. Luisa, poema lírico-sentimental que trata el tema de la guerra civil. Danza Macabra, elegía.

Poesía: De su poesía son célebres La Conquista, El Bárbula, Colón en Jamaica. Prologó en verso el libro de poemas Dolores, 1906, de Julián Páez Mateus.
Como reconocimiento a su vida y obra la administración de su natal Zipaquirá nombra al teatro municipal con su nombre en 1935.